# Mistrzostwa Oceanii w Zapasach 2018
Mistrzostwa Oceanii w zapasach w 2018, odbywały się w dniach 15 - 21 maja, ostatecznie w Yona na Guamie, na terenie Leo Palace Resort. Wcześniejszymi lokalizacjami było Dededo, na terenie Dededo Sports Complex, a także Yigo. W tabeli medalowej tryumfowali zapaśnicy gospodarzy.

## Wyniki

### Styl klasyczny
| Konkurencja         | Złoto               | Srebro               | Brąz            |
| Kategoria do 67 kg  | Christian Nicolescu | Kaylord Raechemwai   | ----            |
| Kategoria do 77 kg  | Tumauiroa Nordman   | Jefner James         | ----            |
| Kategoria do 82 kg  | Matthew Oxenham     | John Tulensru        | Skarlee Renguul |
| Kategoria do 87 kg  | Michael Shinohara   | Iafeta Peni Vou      | ----            |
| Kategoria do 97 kg  | Ketetemoka Burns    | Nathaniel Tuamoheloa | Patrick Mike    |
| Kategoria do 130 kg | Florian Temengil    | Loic Tautu           | Zena Iese       |

- Charwin Tawerilmul z Mikronezji w wadze 60 kg był jedynym zgłoszonym zawodnikiem w swojej kategorii i nie został uwzględniony w tabeli jako złoty medalista.
- Josh Failauga z Samoa Amerykańskiego w wadze 55 kg, Bercil Timothy z Mikronezji (63 kg) i Jarvis Tarkong z Palau (72kg), zdobyli swoje tytuły bez walki. Ich złote medale nie zostały uwzględnione w tabeli medalowej.

### Styl wolny
| Konkurencja         | Złoto            | Srebro               | Brąz            |
| Kategoria do 57 kg  | Frank Sigrah     | Josh Failauga        | ----            |
| Kategoria do 61 kg  | Suraj Singh      | J.Vick Aiyunge       | Junjun Asebias  |
| Kategoria do 65 kg  | Ethan Aguigui    | Christian Nicolescu  | Lowe Bingham    |
| Kategoria do 70 kg  | Paul Aguon       | Jarvis Tarkong       | Kenfield Mike   |
| Kategoria do 74 kg  | John Rojas       | Tumauiroa Nordman    | Jefner James    |
| Kategoria do 79 kg  | Jonathan Tuck    | John Tulensru        | ----            |
| Kategoria do 86 kg  | Iafeta Peni Vou  | Michael Shinohara    | Skarlee Renguul |
| Kategoria do 92 kg  | Patrick Mike     | Dan Olsson           | ----            |
| Kategoria do 97 kg  | Ketetemoka Burns | Nathaniel Tuamoheloa | ----            |
| Kategoria do 125 kg | Florian Temengil | Loic Tautu           | Zena Iese       |

### Styl wolny - kobiety
| Konkurencja        | Złoto             | Srebro                | Brąz |
| Kategoria do 55 kg | Mia-Lahnee Aquino | Jessica Lavers-McBain | ---- |

- Rckaela Aquino z Guamu w wadze 57 kg, zdobyła tytuł bez walki. Jej złoty medal nie został uwzględniony w tabeli medalowej.
- Simone Reynolds w kategorii 65 kg  Nowej Zelandii i Lexi Hamilton Smith z Australii (76 kg) były jedynymi zgłoszonymi zawodniczkami w swoich kategoriach i nie zostały uwzględnione w tabeli jako złote medalistki.

## Tabela medalowa
Gospodarz mistrzostw został zaznaczony kolorem.
| Poz. | Państwo             |    |    |   | Łącznie |
| ---- | ------------------- | -- | -- | - | ------- |
| 1    | Guam                | 6  | 1  | 0 | 7       |
| 2    | Palau               | 3  | 2  | 2 | 7       |
| 3    | Mikronezja          | 2  | 4  | 4 | 10      |
| 4    | Polinezja Francuska | 3  | 3  | 0 | 6       |
| 5    | Nowa Zelandia       | 2  | 0  | 0 | 2       |
| 6    | Samoa Amerykańskie  | 1  | 4  | 2 | 7       |
| 7    | Nauru               | 0  | 2  | 1 | 3       |
| 8    | Australia           | 0  | 1  | 0 | 1       |
|      | Łącznie             | 17 | 17 | 9 | 43      |